# ちかパス
ちかパスは、福岡市交通局が発行する乗り放題タイプの定期乗車券である。

## 概要
福岡市地下鉄の全線（空港線、箱崎線、七隈線）が利用可能な定期券である。
ちかパス65を除き、JR九州及び西鉄電車との連絡定期券としても発券可能であるが、西鉄の各駅では発売していない。そのため、ちかパスと西鉄電車を乗り継ぐ定期券を求める場合は、地下鉄の定期券売り場で購入するか、地下鉄・西鉄のそれぞれを別途に購入する必要がある。有効期間の設定は、通勤・通学とも1か月・3か月・6か月である。
ちかパス65は2017年5月2日までは1か月用のみだったが以降は3か月・6か月も発売。

## メリットと特色
福岡市内で競合する西鉄バスのエコルカードへの対抗上導入されたが、エコルカードが学生向け乗り放題定期券であるのに対し、ちかパスは大人用と学生用の双方向けの設定がある点に特色があるといえる。価格面では導入当初は、通学用ちかパスのほうが割高であったが、のちにエコルカードが値上げとなったため、1か月用を購入時は同額、3か月用以上を購入した場合はちかパスのほうが割安となっていた。現在は、消費税率の引き上げもあり再度エコルカードのほうが全種類にわたり割安となっている。
また、2016年10月1日からは65歳以上限定の「ちかパス65」も導入されたが、高齢者限定の定期券としては、西鉄バスにも先行してグランドパス65が存在している。

## 値段
下記は消費税率改定後の2019年10月1日現在の値段である。

### 大人
子ども・割引適用者は半額（10円未満端数切上）
- 1か月 12,570円
- 3か月 35,830円
- 6か月 67,880円

### 通学
子ども・割引適用者は半額（10円未満端数切上）
- 1か月 7,340円
- 3か月 20,920円
- 6か月 39,640円

### ちかパス65
年齢を証明する公的証明書1点が必要。
- 1か月 6,000円
- 3か月 16,000円
- 6か月 30,000円

## キャンペーン
春と秋の定期券切り替えシーズンに「ちかパスキャンペーン」が例年行われている。期間中に当定期券を購入すると、全員にマクドナルドの商品引換券が配布されるほか、抽選で航空券等の景品が当たる。
2017年5月3日より、ちかパス65を購入する際、運転免許の自主返納者に「運転免許返納割」として、はやかけんに3000ポイントを付与するサービスを行っている。適用には「運転経歴証明書」の交付を受け、それを提示する必要がある。

## タッチ決済による利用
2024年10月から、福岡市地下鉄を同一のタッチ決済媒体で利用した場合に、1ヶ月あたりの請求上限額をちかパス1ヶ月分と同額の12,570円とする「タッチ決済乗車　1か月最大料金サービス」が開始された。なお、タッチ決済利用の場合には1日分の請求料金の上限を640円とする「1日最大料金サービス」が2023年7月7日から適用されているが、1ヶ月の最大料金の計算にあたっては両者が併用される形となる。